# Jo Peters Poëzieprijs
Jo Peters PoëziePrijs was een door de Stichting Jo Peters PoëziePrijs ingestelde tweejaarlijkse prijs, ter nagedachtenis van de in 2001 overleden poëzie-uitgever Jo Peters (1937-2001) van Uitgeverij Herik.
De prijs was bedoeld als bekroning en stimulering van de Nederlands poëzie. De prijs wordt uitgereikt aan een dichter met een "jong" oeuvre, dat wil zeggen maximaal twee door een uitgever gepubliceerde dichtbundels.
De prijs bestond uit een geldbedrag van 4000 euro, dat wordt uitgekeerd in twee delen. Het eerste deel (1250 euro) direct, op de Avond van Nieuwe Poëzie in Landgraaf. Op die avond wordt de dichter tevens de opdracht verstrekt tot het schrijven van een nieuwe, door door de Stichting Poëziefestival Landgraaf bibliofiel uit te geven bundel. Bij de uitreiking van het eerste exemplaar daarvan, ongeveer een jaar na de prijsuitreiking ontvangt hij/zij het tweede deel van de prijs (2750 euro) en de publicatie van een bijzonder vormgegeven bundel met tien tot vijftien nieuwe gedichten op kosten van de Stichting Jo Peters PoëziePrijs.
In 2020 is de prijs opgeheven.

## Winnaars
- 2002 Alfred Schaffer voor de bundel Zijn opkomst in de voorstad
- 2004 Hagar Peeters voor de bundel Koffers zeelucht
- 2006 Jan-Willem Anker voor de bundel Inzinkingen
- 2008 Edwin Fagel voor de bundel Uw afwezigheid
- 2010 Ester Naomi Perquin voor de bundel Namens de ander
- 2012 Marjolijn van Heemstra voor de bundel Als Mozes had doorgevraagd
- 2014 Kira Wuck voor de bundel Finse meisjes
- 2016 Runa Svetlikova voor de bundel Deze zachte witte kamer
- 2018 Vicky Francken voor haar bundel Röntgenfotomodel[2]

## Nominaties
Sinds 2004 maakt de jury ook de nominaties bekend:

### 2004
Genomineerden waren:
- Maria Barnas met Twee zonnen
- Tsead Bruinja met Dat het zo hoorde
- Peer Wittenbols met Kop van het hoofd

### 2006
Genomineerden waren:
- Koenraad Goudeseune met Zen uit eigen werk
- Erik Jan Harmens met Underperformer
- Peggy Verzett met Prijken die buik

### 2008
Genomineerden waren:
- Micha Hamel met Luchtwortels
- Ruth Lasters met Vouwplannen
- Ester Naomi Perquin met Servetten halfstok

### 2010
Genomineerden waren:
- Annemieke Gerrist met Waar is een huis
- Marije Langelaar met De schuur in
- Thomas Möhlmann met Kranen open

### 2012
Genomineerden waren:
- Sasja Janssen met Wie wij schuilen
- Lieke Marsman met Wat ik mijzelf graag voorhoud
- Maarten Moll met Lichaam